# System dwupartyjny
System dwóch partii dominujących (także: duopol) – system partyjny występujący w państwach najczęściej demokratycznych, charakteryzujący się polaryzacją sympatii wyborców, przez co na scenie politycznej danego państwa są widoczne jedynie dwie partie. Nie oznacza to, iż inne partie nie istnieją: są one po prostu zmarginalizowane przez dwóch potentatów, przez co ich poglądy ulegają zradykalizowaniu (np. Partia Libertariańska lub Partia Konstytucyjna w USA).
Tworzeniu się systemu dwóch partii dominujących sprzyjają jednomandatowe okręgi wyborcze (JOW).
System dwóch partii dominujących występuje w względnie starszych systemach demokratycznych. Mimo pozornej polaryzacji, poglądy obydwu partii kierują się ku centrum.
Przykłady systemów dwóch partii dominujących:
- Stany Zjednoczone – Partia Demokratyczna i Partia Republikańska,
- Wielka Brytania – Partia Konserwatywna i Partia Pracy,
- Japonia – Partia Liberalno-Demokratyczna i Partia Demokratyczna.
- Irlandia – Fine Gael i Fianna Fail.
- Polska – Prawo i Sprawiedliwość i Platforma Obywatelska.

Zjawiskiem występującym w systemach dwóch partii dominujących jest tzw. gabinet cieni, „rząd oczekujący” będący odpowiednikiem rządu, tworzonym przez partię opozycyjną i komentującym posunięcia gabinetu „rzeczywistego”.